# Zacharias Oppenheimer (Fabrikant)
Zacharias Oppenheimer (1. Oktober 1773 in Michelfeld – 21. Februar 1827 ebenda) war der Gründer einer Wollentuchfabrik in Michelfeld im heutigen Rhein-Neckar-Kreis im nördlichen Baden-Württemberg.

## Familie
Zacharias Oppenheimer stammte aus dem Michelfelder Zweig der jüdischen Familie Oppenheimer, die dort seit dem 18. Jahrhundert bezeugt ist. Er war der Sohn des Hayum Oppenheimer (geb. um 1745 in Hoffenheim; gest. 27. März 1809 in Michelfeld), Inhaber eines Manufakturwarengeschäftes, und der Brendel geb. Oppenheimer (1743–1819). Zacharias Oppenheimer heiratete seine Cousine Fradel geb. Oppenheimer (1771–1841). Aus dieser Ehe entstammen die Söhne:
- Simon Oppenheimer (geb. 29. Januar 1797 in Michelfeld; gest. 4. April 1871 in New York) verheiratet mit Rebecca Herzog (geb. 18. Juli 1800 in Michelfeld; gest. 17. September 1881 in New York)
- Marx Oppenheimer (geb. 1. März 1799 in Michelfeld; gest. 11. Mai 1873), er war in erster Ehe verheiratet mit Sarah Wolf (geb. 1. Juli 1803; gest. 22. März 1874) und in zweiter Ehe mit Henriette Mayer (geb. 29. September 1825).

## Leben
Zacharias Oppenheimer begann 1803 Tuche, die sein Vater für sein Geschäft benötigte, zu produzieren. Im Jahr 1808 beschäftigte die Wollentuchfabrique Zacharias Oppenheimer und Herz Michel (der Mitinhaber Michael Herz-Herzog schied bereits vor 1816 aus der Firma aus) bereits 25 bis 30 Arbeiter. Sie wurde als eine der bedeutenden Tuchfabriken in Baden bezeichnet. Am 21. Dezember 1809 verlieh ihm die Gemeinde Michelfeld das Ortsbürgerrecht in Anerkennung und Würdigung seiner Verdienste und seines Standes. Er war einer der ersten Juden, dem das Ortsbürgerrecht in Baden zuteilwurde, allerdings musste er noch bis 1813 das Schutzgeld der jüdischen Gemeindemitglieder zahlen. Zacharias Oppenheimer war mehrere Jahre Bezirksältester der Juden im Oberamt Waibstadt.
In den ersten Jahren wurden auf Handwebstühlen die in den badischen Zucht- und Arbeitshäusern gesponnenen Garne verarbeitet. 1814 wurde eine mechanische Spinnerei und Walkerei, die anfänglich von Wasserrädern angetrieben wurde, errichtet. Die Zahl der Beschäftigten stieg zeitweise bis auf 80, wobei ein Teil als Heimarbeiter beschäftigt war. Bis 1816 wurden vor allem Tuche für Uniformen hergestellt.
Vor seinem Tod übergab Zacharias Oppenheimer die Leitung des Unternehmens an seine Söhne. Die Firma wurde in den 1830er Jahren in Zacharias Oppenheimer Söhne umbenannt. Zacharias Oppenheimer wurde wie seine Frau auf dem jüdischen Friedhof Waibstadt bestattet (siehe Gräberverzeichnis, S. 24 bzw. Bild 44 der Online-Ausgabe unter Isachar Oppenheimer, Grab 1406).